# Will Marion Cook

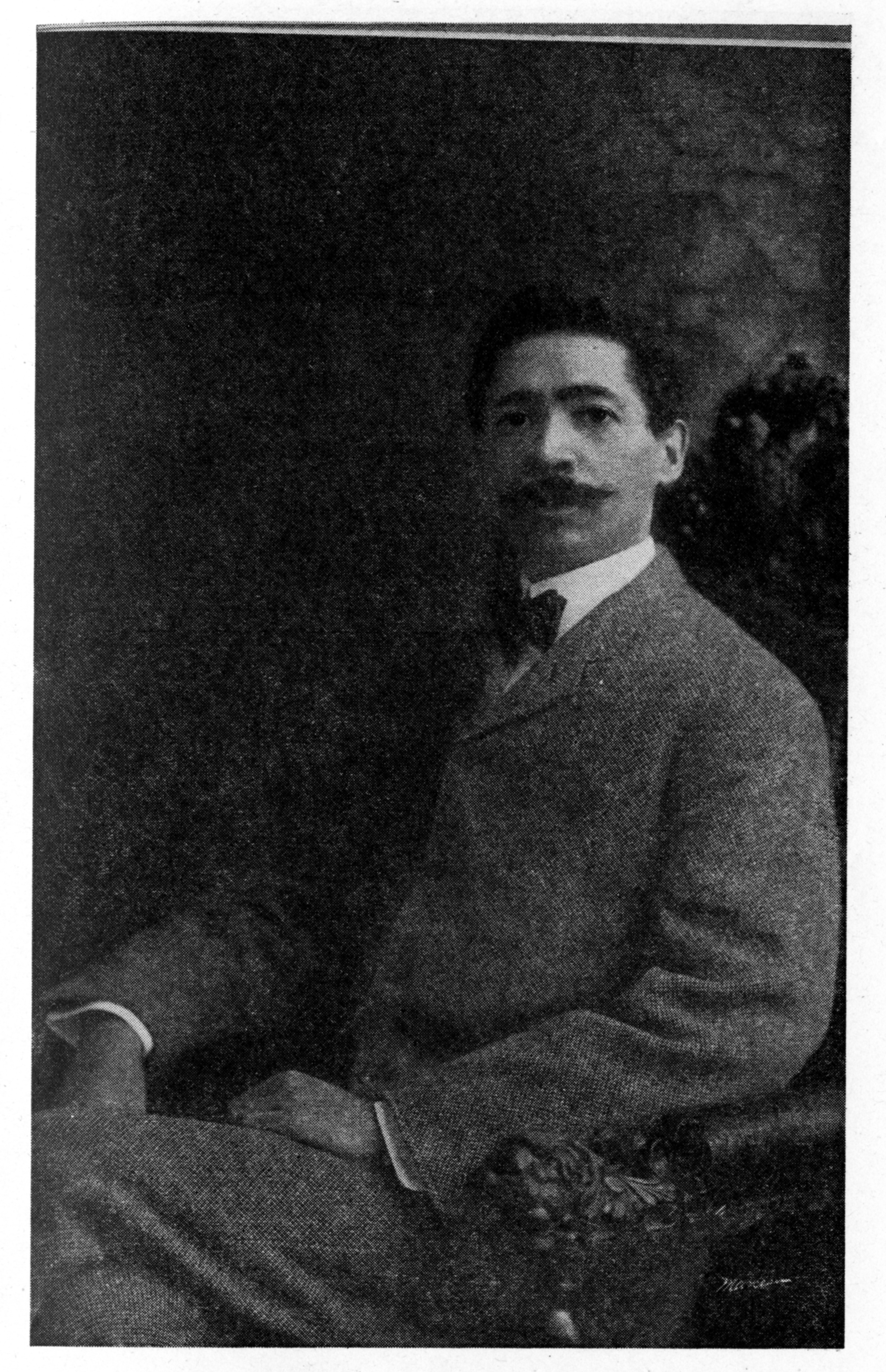
Will Marion Cook, 1936

Will Marion Cook (* 27. Januar 1869 in Washington D.C.; † 19. Juli 1944 in New York City) war ein US-amerikanischer Komponist und Geiger.

## Leben
Cook studierte ab 1884 Violine am Oberlin Conservatory, bevor er 1887 nach Berlin ging. Dort war er an der Hochschule für Musik Schüler von Joseph Joachim. Nach seiner Rückkehr in die USA 1889 studierte er kurze Zeit am National Conservatory of Music bei Antonín Dvořák.
1890 wurde er Direktor eines Kammerorchesters, mit dem er die Ostküste bereiste. Eine Aufführung seiner ersten Komposition Scenes from the Opera of Uncle Tom’s Cabin kam 1893 nicht zustande. 1898 entstand in Zusammenarbeit mit Paul Laurence Dunbar Clorindy; or, The Origin of the Cakewalk, die erste afroamerikanische Musikkomödie, die am Broadway Theatre aufgeführt wurde.
Cook wurde Komponist der George Walker-Bert Williams Broadway Shows Company und komponierte zahlreiche Musicals, daneben auch Songs unter dem Namen Will Marion. 1898 heiratete er die Sängerin Abbie Mitchell, die auch Rollen in vielen seiner Werke übernahm.
1910 gründete er das New York Syncopated Orchestra, mit dem er durch die USA und Europa tourte und 1918 vor König Georg V. auftrat. An dieser Tournee nahm auch der spätere Jazz-Saxophonist Sidney Bechet teil.
Nach seiner Rückkehr in die USA 1922 gründete er das Clef Club Orchestra, dem auch der Sänger Paul Robeson angehörte. Anfang der 1920er Jahre gehörte er zu den wichtigen Förderern von Duke Ellington.
Cooks Sohn Mercer Cook war Diplomat und Professor an der Howard University.
Cook starb 1944 in New York an Krebs.

## Werke
- Scenes from the Opera of Uncle Tom’s Cabin, 1893
- Clorindy; or, The Origin of the Cakewalk, 1898
- The Policy Players, 1900
- The Casino Girl, 1900
- Uncle Eph’s Christmas, Musical, 1901
- The Cannibal King, 1901
- Who Dat Say Chicken, Song, 1902
- Darktown Is Out Tonight, Song, 1902
- In Dahomey, 1903
- The Southerners, Musical, 1904
- Abyssinia, 1906
- The Ghost Ship, 1907
- Bon Bon Buddy, Song, 1908
- Bandanna Land, 1908
- The Traitor, 1913
- In Darkeydom, 1914
- The Cannibal King, 1914
- Runnin Wild, Song, 1923
- I’m coming Virginia, Song, 1927
- St. Louis Woman, Song, 1929
- Swing Along, 1929